# Bard Kheymeh
Bard Kheymeh (persiska: برد خیمه) är en ort i Iran.   Den ligger i provinsen Khuzestan, i den centrala delen av landet, 500 km söder om huvudstaden Teheran. Bard Kheymeh ligger 231 meter över havet och antalet invånare är 168.
Terrängen runt Bard Kheymeh är platt åt sydväst, men åt nordost är den kuperad. Terrängen runt Bard Kheymeh sluttar västerut. Runt Bard Kheymeh är det ganska tätbefolkat, med 58 invånare per kvadratkilometer. Närmaste större samhälle är Shāh Abū ol Qāsem, 7,8 km sydväst om Bard Kheymeh. Trakten runt Bard Kheymeh är ofruktbar med lite eller ingen växtlighet.